# Cybaeota shastae
Espèce
Synonymes
- Cybaeota wasatchensis Chamberlin & Ivie, 1937
- Cybaeota vancouverana Chamberlin & Ivie, 1937

Cybaeota shastae est une espèce d'araignées aranéomorphes de la famille des Cybaeidae.

## Distribution
Cette espèce se rencontre aux États-Unis en Californie, en Oregon, au Washington, en Utah et en Alaska et au Canada en Colombie-Britannique,.

## Publication originale
- Chamberlin & Ivie, 1937 : New spiders of the family Agelenidae from western North America. Annals of the Entomological Society of America, vol. 30, p. 211-230.